# Список танцевальных хитов № 1 2020 года (Billboard)

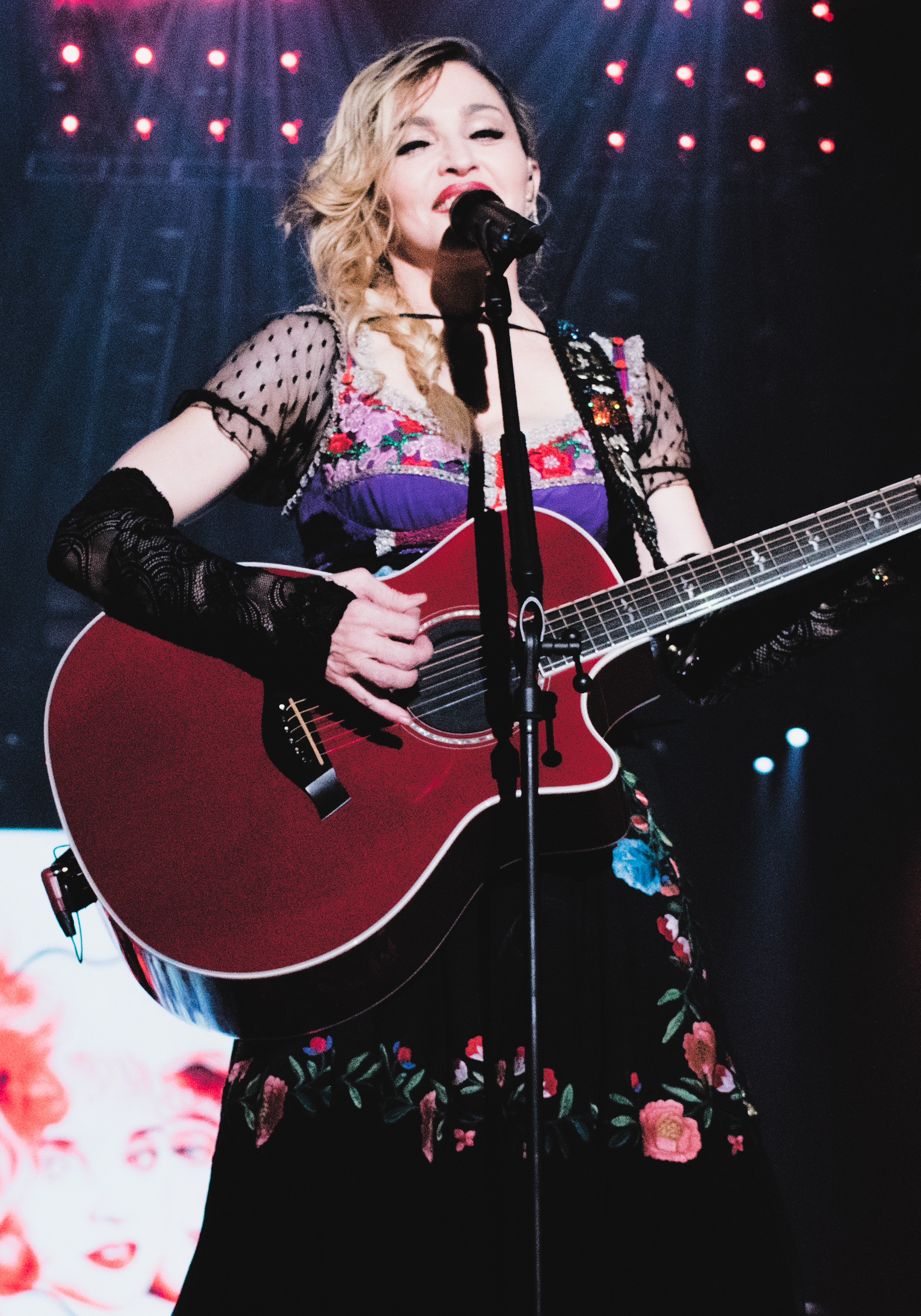
В 2020 году Мадонна получила рекордный 50-й сингл номер один в данном чарте.

Список танцевальных хитов № 1 2020 года по версии журнала Billboard включает танцевальные синглы, занимавшие 1 место в хит-параде Hot Dance Club Songs в 2020 году. Позиции хит-парада формируются на основе статистических данных о музыкальных треках, проигрывающихся ночных клубах США; плей-листы предоставляются еженедельно клубами и диджеями.
В связи с пандемией COVID-19 в США, все культмассовые мероприятия были запрещены, из-за этого были закрыты и ночные клубы, поэтому публикация чарта с 28 апреля была приостановлена.

## Список хитов № 1
| Дата       | Песня                   | Артист(ы)                              | Прим.  |
| ---------- | ----------------------- | -------------------------------------- | ------ |
| 4 января   | «Don’t Start Now»       | Дуа Липа                               | [ 1 ]  |
| 11 января  | «Don’t Start Now»       | Дуа Липа                               | [ 2 ]  |
| 18 января  | «Turn Me On»            | Riton, Оливер Хелденс при участии Vula | [ 3 ]  |
| 25 января  | «I Feel Love»           | Сэм Смит                               | [ 4 ]  |
| 1 февраля  | «Graveyard»             | Холзи                                  | [ 5 ]  |
| 8 февраля  | «Rabbit Hole»           | CamelPhat при участии Jem Cooke        | [ 6 ]  |
| 15 февраля | «In the Dark»           | Vintage Culture, Fancy Inc.            | [ 7 ]  |
| 22 февраля | «I Don’t Search I Find» | Мадонна                                | [ 8 ]  |
| 29 февраля | «Baila Conmigo»         | Дженнифер Лопес                        | [ 9 ]  |
| 7 марта    | «All Night Long»        | Джонас Блу и RetroVision               | [ 10 ] |
| 14 марта   | «Sad»                   | Chico Rose при участии Афроджека       | [ 11 ] |
| 21 марта   | «Therapy»               | Дюк Дюмон                              | [ 12 ] |
| 28 марта   | «Love Hangover 2020»    | Дайана Росс                            | [ 13 ] |